# بدون رمز فرمان
بدون رمز فرمان یا بدون اصول اخلاقی (به انگلیسی: No Code of Conduct) یک فیلم آمریکایی محصول سال ۱۹۹۸ در ژانر اکشن، جنایی و دلهره‌آور به کارگردانی برت مایکل با بازی چارلی شین و مارتین شین در نقش یک پدر و پسر معاون واحد کارآگاه و با شرکت مارک داکاسیوس است. این فیلم به صورت فیلم ویدئویی در برخی از کشورها از جمله استرالیا، سوئد، ژاپن، جمهوری چک، آرژانتین، برزیل، آذربایجان، روسیه و ترکیه منتشر شد.
برت مایکل به عنوان کارگردان، فیلمنامه‌نویس، آهنگساز (امتیاز موسیقی)، بازیگر و تهیه‌کننده اجرایی می‌باشد. سمت چارلی شین در این نسخه شامل بازیگر، فیلمنامه‌نویس و تهیه‌کننده اجرایی است.

## لیست بازیگران
- چارلی شین در نقش جیک پترسون
- مارتین شین در نقش بیل پترسون
- مارک داکاسیوس در نقش پل دلوکا
- جو استوئز درنقش پاپی
- برت مایکل در نقش فرانک
- تینا نگوین
- پال گلیسون در نقش جان بغلول
- ران ماساک
- جو لاندو
- کورتنی گینس
- مرید سالنگ
- بروس نلسون